# Emanuele Maria Pignone del Carretto
Emanuele Maria Pignone del Carretto, al secolo Giorgio (Oriolo, 17 dicembre 1721 – Sessa Aurunca, 27 settembre 1796), è stato un vescovo cattolico e teologo italiano, frate agostianiano.

## Biografia
Nacque ad Oriolo il 17 dicembre 1721, appartenente alla famiglia nobile del Carretto. Entrò nell'ordine agostiniano a Napoli, assieme al fratello maggiore Ferdinando (al secolo Nicola). Studiò ed insegnò filosofia e teologia, di cui diventerà profondo conoscitore ed erudito. Fu priore del convento di San Giovanni a Carbonara. Il 15 novembre 1765 fu nominato segretario dell'ordine dal priore generale, Francisco Javier Vázquez, poi assistente generale d'Italia. 
Francesco I, quando era ancora duca di Calabria, lo scelse come confessore. Fu proposto come vescovo per la diocesi di Sessa Aurunca, nominato da papa Pio VI il 27 febbraio 1792. Fu consacrato a Roma il 19 marzo dal cardinale Francesco Saverio de Zelada, co-consacranti il vescovo Francesco Saverio Cristiani e l'arcivescovo Francesco Saverio Passari.
La sua opera principale fu Augustinus sui interpres in explicanda gratia creaturae innocenti necessaria ad bene agendum dissertatio, pubblicata a Napoli nel 1786 e in Spagna, a Madrid, nel 1790.
Morì a Sessa Aurunca il 27 settembre 1796.

## Opere parziali
- (LA) Integer cursus philosophiae et theologiae.
- (LA) Quaestiones theologicae et scholasticae.
- (LA) Censurae, 1772.
- (LA) Janseniani erroris calumnia a venerabili episcopo Joanne de Palafox sublata, 1773.
- (LA) Augustinus sui interpres in explicanda gratia creaturae innocenti necessaria ad bene agendum dissertatio, 1786.

## Genealogia episcopale
La genealogia episcopale è:
- Cardinale Scipione Rebiba
- Cardinale Giulio Antonio Santori
- Cardinale Girolamo Bernerio, O.P.
- Arcivescovo Galeazzo Sanvitale
- Cardinale Ludovico Ludovisi
- Cardinale Luigi Caetani
- Cardinale Ulderico Carpegna
- Cardinale Paluzzo Paluzzi Altieri degli Albertoni
- Papa Benedetto XIII
- Papa Benedetto XIV
- Papa Clemente XIII
- Cardinale Francesco Saverio de Zelada
- Vescovo Emanuele Maria Pignone del Carretto, O.E.S.A.